# Léon Ngankam
Léon Ngankam, né à Bandja dans la région de l'Ouest du Cameroun, est un neurochirurgien russe d'origine camerounaise basé à Tver.

### Enfance, formation et débuts
Léon Ngankam est né à Bandja à l'ouest du Cameroun. Il est dernier d'une famille de 6 enfants. En 1991, il fait ses études au lycée général Leclerq de Yaoundé.
Il décide de faire la neurochirurgie lorsqu'après une opération de neurochirurgie, sa mère est entièrement remise d'une hémiplégie qu'elle traine depuis qu'elle a été percutée par un moto taxi. Sa vocation trouvée, il se rend  à l'université en Russie où a été formé son mentor.
Après l'année 1991 à apprendre le russe, il entre à l'académie d'État de médecine de Tver où il passe 6 ans, de 1992 à 1998 pour devenir médecin. Il choisit la spécialité neurochirurgie et obtient son doctorat en 2011. Léon Ngankam se spécialise dans la neurochirurgie traumatique et pédiatrique.

### Carrière
| Vidéo externe |                                                                        |
|               | Davaï : Léon Ngankam, neurochirurgien Sortie le 12 juin 2021 RT France |

Dès 2003, il exerce à l'hôpital régional d'État de médecine de Tver. Quand en 2013, l'hôpital ouvre un département de neurochirurgie pédiatrique, il est désigné chef du service[réf. souhaitée],,.
Installé à Tver, il décline des propositions qui lui sont offertes venant de Moscou et de Saint-Pétersbourg. Ses patients viennent de plusieurs régions de Russie[réf. souhaitée].

## Vie privée
Léon Ngankam est marié à Svetlana et père de deux enfants[réf. souhaitée]. Il a un frère curé de paroisse à l'église catholique au Cameroun bien qu'il soit pratiquant orthodoxe en Russie[réf. souhaitée].